# Bizdad
Bizdad (àrab بيز ضاض) és una comuna rural de la província d'Essaouira de la regió de Marràqueix-Safi. Segons el cens de 2014 tenia una població total de 7.959 persones.